# Paul Burckhardt (Historiker)

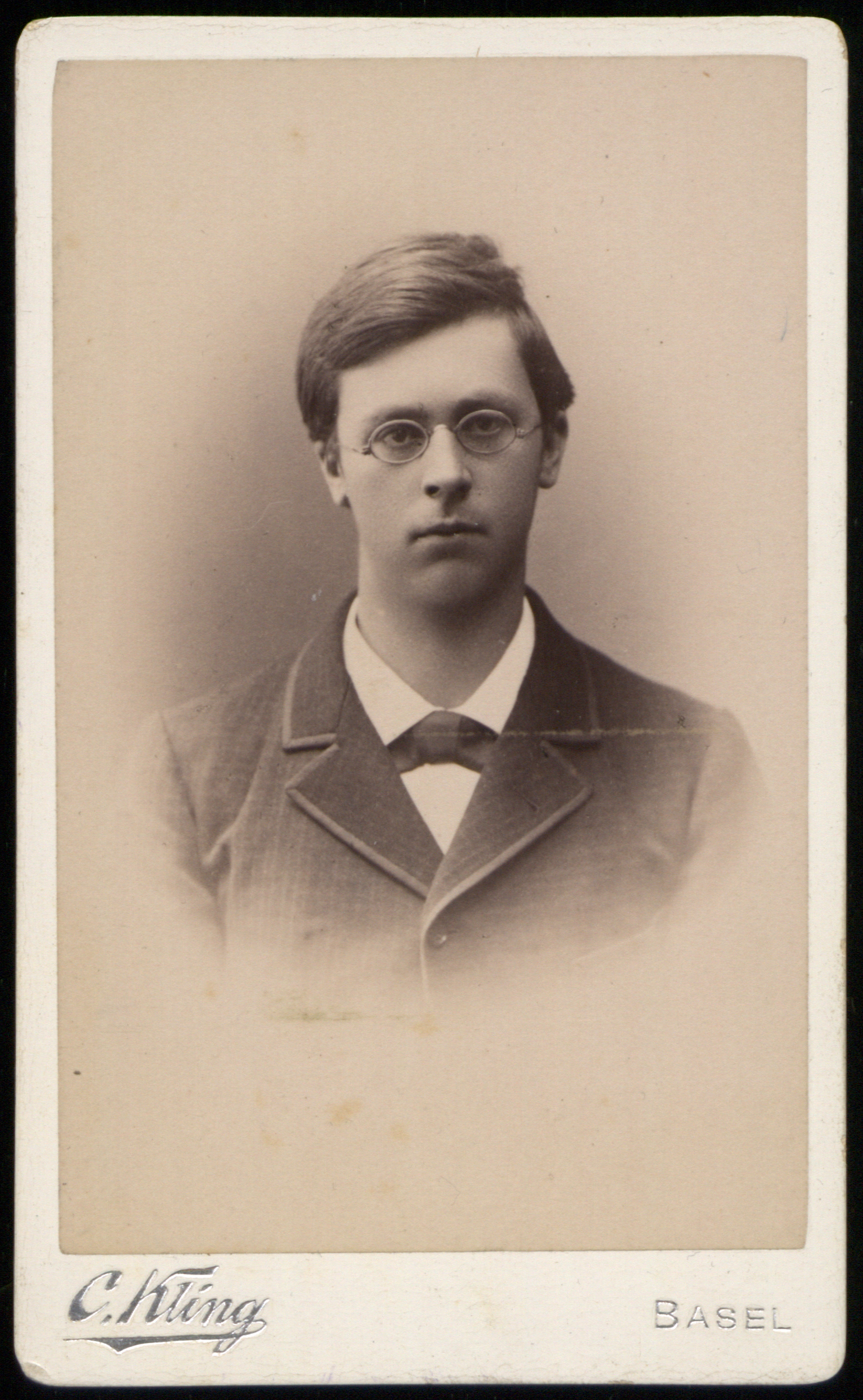
Paul Burckhardt als junger Mann (1894)

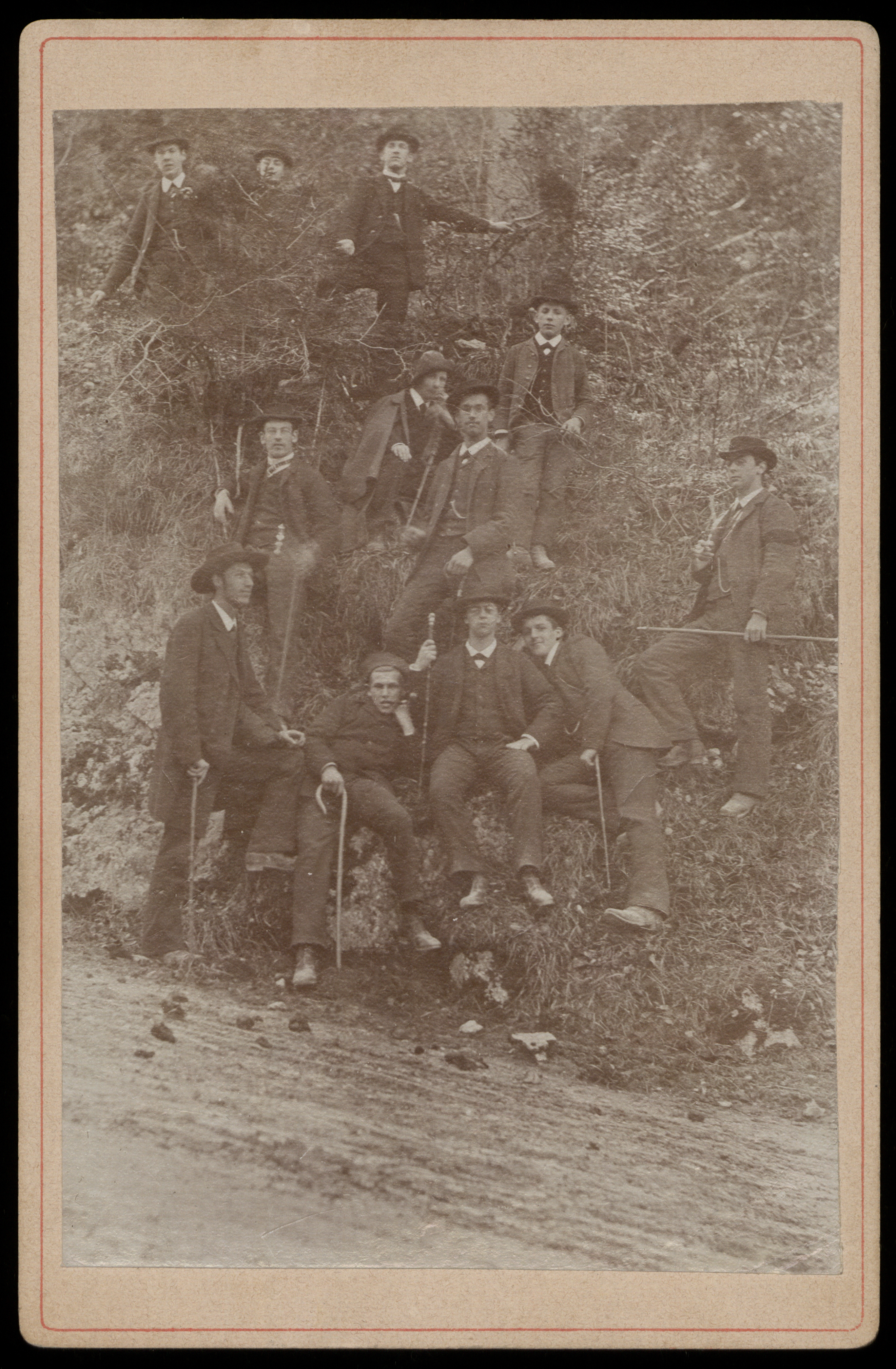
Semesterbummel der Schülervereinigung Concordia Basiliensis, 28. März 1893; vorne zweiter von rechts: Paul Burckhardt

Paul Burckhardt (* 9. Januar 1873 in Basel; † 6. Mai 1956 ebenda, reformiert, heimatberechtigt in Basel) war ein Schweizer Historiker und Lehrer.

## Leben und Werk
Paul Burckhardt, Sohn des Basler Lehrers und Historikers Theophil Burckhardt-Biedermann (1840–1914) und der Clara Biedermann (1845–1903), studierte nach der Matura Geschichte und Klassische Philologie in Basel (1891–1893 und 1894–1986) und Berlin (1893/1894). Nach seinem Doktorat in Basel 1896 mit dem Thema Die Stadt Basel im Bauernkrieg des Jahres 1525 wirkte er zuerst als Vikar (Lehrer ohne Festanstellung) in Basel.
1899 wurde Paul Burckhardt an der Höheren Stadtschule in Glarus zum Lehrer für alte Sprachen, Deutsch und Geschichte gewählt. Er blieb bis 1904 in Glarus. Im Jahr 1903 bekam Paul Burckhardt vom Lehrerseminar in Schiers das Angebot, in den dortigen Schuldienst einzutreten, das er aber ablehnte.
Von 1904 bis zu seiner Pensionierung im Jahr 1938 unterrichtete er Deutsch, Geschichte und Latein an der Töchterschule Basel (ab 1929 Mädchengymnasium), der er von 1927 bis 1938 als Rektor vorstand. Als im Zweiten Weltkrieg der damalige Rektor des Mädchengymnasiums regelmässig in die Schweizer Armee einrücken musste, übernahm Paul Burckhardt dessen Stellvertretung jeweils interimistisch.
Am 5. April 1907 heiratete er Anna Lüscher (1882–1953), Tochter des Bankiers Karl Lüscher, und hatte mit ihr sechs Kinder. Zu seinen Schwiegersöhnen zählen der Sprachwissenschafter Manfred Szadrowsky, der Geologe Peter Bearth sowie der Historiker Erich Gruner.
Neben seiner Lehrtätigkeit engagierte sich Paul Burckhardt wissenschaftlich als Historiker. Seine Schwerpunktthemen waren die Basler Geschichte der Neuzeit und die schweizerische Reformationsgeschichte. 1919 erhielt er aufgrund seiner Arbeiten zu Huldrych Zwingli von der theologischen Fakultät der Universität Zürich den Ehrendoktortitel. Sein 1942 veröffentlichtes Werk Geschichte der Stadt Basel. Von der Zeit der Reformation bis zur Gegenwart gilt als Standardwerk zur Basler Stadtgeschichte; es schliesst zeitlich an die monumentale, 4-bändige Geschichte der Stadt Basel (1907–1924) von Rudolf Wackernagel an, ist aber weniger ausführlich.
Weiter war Paul Burckhardt, inspiriert von Leonhard Ragaz (1902–1908 Pfarrer am Basler Münster), kirchlich engagiert und u. a. in der Vereinigung unabhängiger Kirchgenossen aktiv. 1918 wurde Paul Burckhardt von der Kirchgemeinde St. Leonhard der Evangelisch-Reformierten Kirche Basel-Stadt als Mitglied in den Kirchenvorstand und die Synode gewählt.
Die Historische und Antiquarische Gesellschaft zu Basel nahm Paul Burckhardt 1897 als ordentliches Mitglied auf. 1914 wurde er Mitglied der Allgemeinen Geschichtsforschenden Gesellschaft der Schweiz. Briefkontakt pflegte Paul Burckhardt u. a. zu Benedikt Hartmann, Eduard Thurneysen und Albert Barth. Paul Burckhardt war ein Kommilitone und Freund des Theologen Paul Wernle.
Paul Burckhardts Nachlass kam 1956 auf die Universitätsbibliothek Basel, zusammen mit dem Nachlass seines Vaters Theophil Burckhardt-Biedermann und anderer Familienmitglieder. Die Übergabe erfolgte durch Vermittlung des Schwiegersohns Erich Gruner. Von Max Burckhardt erhielt die Bibliothek 1991 zusätzlich einen weiteren Teil.

## Werke (Auswahl)

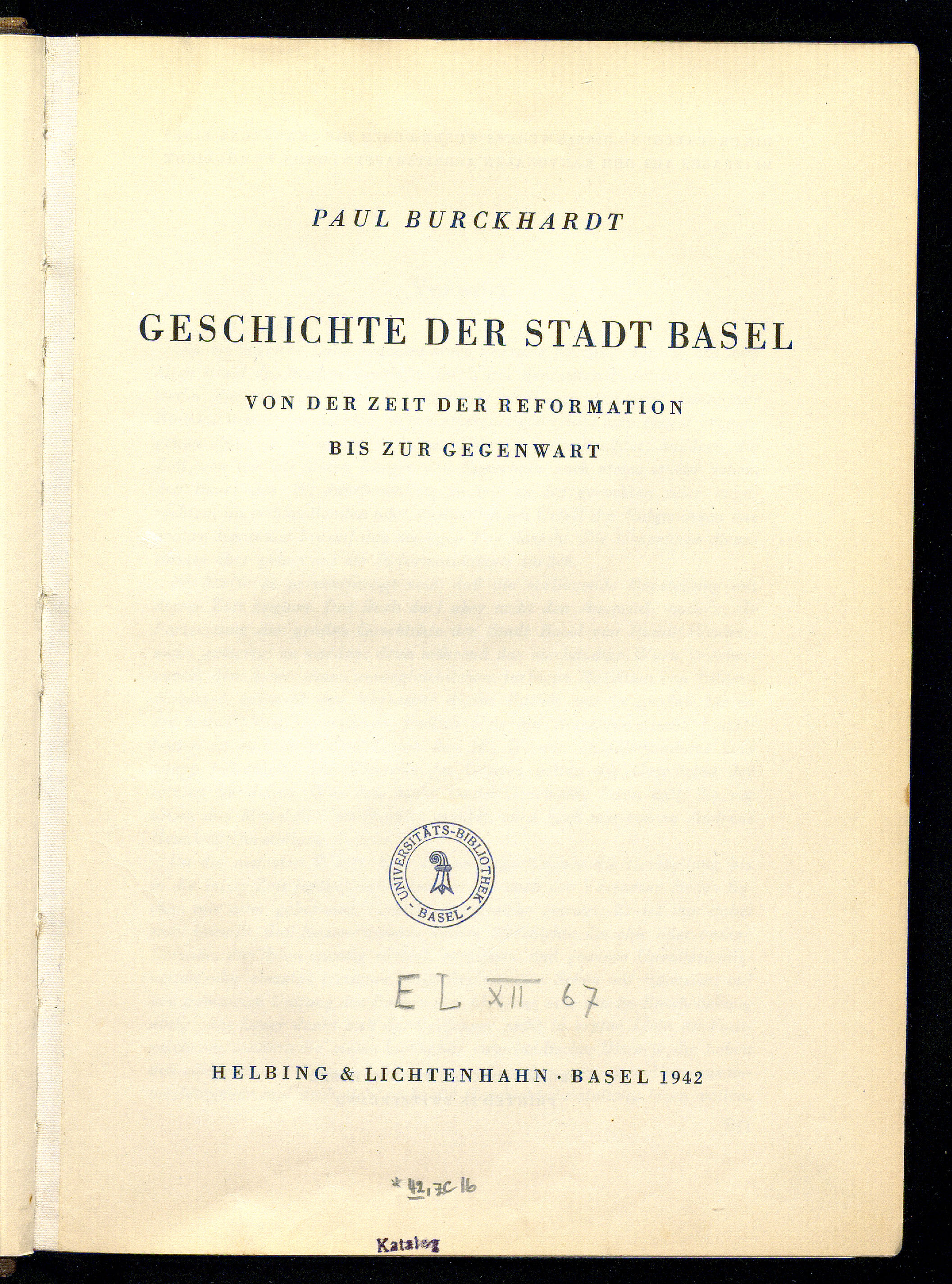
Titelblatt von Geschichte der Stadt Basel. Von der Zeit der Reformation bis zur Gegenwart. Helbling & Lichtenhahn, Basel 1942.

- Die Politik der Stadt Basel im Bauernkrieg des Jahres 1525. Birkhäuser, Basel 1896 (Dissertation).
- Die Basler Täufer. Ein Beitrag zur schweizerischen Reformationsgeschichte. R. Reich, Basel 1898.
- Basels Eintritt in den Schweizerbund 1501. Reich, vormals Detloff, Basel 1901 - 79. Neujahrsblatt der Gesellschaft zur Beförderung des Guten und Gemeinnützigen (GGG)
- Die Geschichte der Stadt Basel von der Trennung des Kantons bis zur neuen Bundesverfassung: 1833–1848, 3 Teile. Helbling & Lichtenhahn, Basel 1912–1914 (Neujahrsblätter der Gesellschaft für das Gute und Gemeinnützige Basel, Bände 90–92).
- Huldreich Zwingli. Eine Darstellung seiner Persönlichkeit und seines Lebenswerkes. Rascher, Zürich 1918.
- Basel zur Zeit des Schmalkaldischen Krieges. In: Basler Zeitschrift für Geschichte und Altertumskunde 38 (1939), S. 5–103 (Digitalisat).
- Geschichte der Stadt Basel. Von der Zeit der Reformation bis zur Gegenwart. Helbling & Lichtenhahn, Basel 1942 (2. Aufl.: Helbling und Lichtenhahn, Basel 1957).
- (Herausgeber) Johannes Gast: Das Tagebuch: Ein Beitrag zur schweizerischen Reformationsgeschichte. Schwabe, Basel 1945 (Basler Chroniken, Band 8).
- Basel in den ersten Jahren nach der Reformation. Helbling und Lichtenhahn, Basel 1946 (Neujahrsblatt der Gesellschaft für das Gute und Gemeinnützige Basel|GGG, Band 124).